# C'eravamo tanto amati (film)
C'eravamo tanto amati è un film del 1974, diretto da Ettore Scola e interpretato da Vittorio Gassman, Nino Manfredi, Stefania Sandrelli, Stefano Satta Flores, Giovanna Ralli e Aldo Fabrizi.
Dedicato a Vittorio De Sica, scomparso durante la lavorazione, è considerato il capolavoro di Scola, sancendone l'ingresso tra i più grandi cineasti italiani di sempre. A metà tra commedia all'italiana e cinema d'impegno sociale, il film rende anche omaggio ad altri generi cinematografici, in virtù della trama che percorre circa 30 anni di storia italiana, e soprattutto attraverso una serie di intuizioni filmiche in onore di Vittorio De Sica, Federico Fellini, Michelangelo Antonioni, Roberto Rossellini e Alain Resnais.
La pellicola si aggiudicò molti premi tra cui il Gran Premio al Festival cinematografico internazionale di Mosca, un premio César per il miglior film straniero, tre nastri d'argento, la Grolla d'oro del premio di Saint Vincent. Il film è stato successivamente inserito nella lista dei 100 film italiani da salvare, "100 pellicole che hanno cambiato la memoria collettiva del Paese tra il 1942 e il 1978".

## Trama
Gianni, Antonio e Nicola sono tre partigiani divenuti amici durante la guerra di liberazione. Dopo la fine della Seconda guerra mondiale si dividono: Nicola ritorna a Nocera Inferiore, dove diventa insegnante, Antonio a Roma dove riprende il lavoro di portantino in un ospedale, e Gianni a Pavia per terminare gli studi di giurisprudenza. In ospedale Antonio conosce Luciana, aspirante attrice originaria della provincia di Udine. Antonio viene discriminato in ospedale, perché non rinuncia a combattere le sue battaglie dalle stesse prospettive palingenetiche, di totale trasformazione sociale e lotta per la giustizia, per le quali aveva rischiato la vita da partigiano.
Il 17 aprile 1948, alla vigilia delle elezioni del 18 aprile, Gianni, ora un avvocato tirocinante, e Antonio si ritrovano casualmente in una trattoria di Roma. Antonio si è nel frattempo fidanzato con Luciana: la ragazza e Gianni si piacciono subito. Questi, ambizioso e meno idealista del suo amico, ne tradisce la fiducia, portandogliela via. Il suo arrivismo lo convince però poi a lasciarla per Elide, figlia sempliciotta di Romolo Catenacci, ex capomastro rude, disonesto e senza scrupoli, nostalgico fascista divenuto ricco palazzinaro. Gianni diventa anche avvocato del suocero, mettendo a profitto le proprie capacità di aggirare la legge al fine di proteggerne i loschi affari, ormai parte dei suoi stessi interessi.
Nicola, professore al liceo classico di Nocera Inferiore, ha pretese intellettuali ed è attivo nel cineforum, ma proprio a causa dei film da lui proposti, tra cui Ladri di biciclette, subisce l'ostracismo della classe dirigente locale, filo-democristiana e da sempre avversa ai film del neorealismo. Escluso dall'insegnamento, abbandona moglie e figli per cercare fortuna in campo culturale a Roma. L’uomo tenta anche la fortuna a Lascia o raddoppia?, perdendo il massimo della somma messa in palio, andando fuori tempo massimo per aver divagato nella risposta a una ambigua domanda su un aneddoto riguardante proprio Ladri di biciclette, per poi tirare a campare firmando articoli di cinema con lo pseudonimo di "Vice" e assumendo sempre più il ruolo caricaturale dell'intellettuale che da "voce critica e coscienza della nazione" resta invischiato in sterili polemiche e battaglie fini a sé stesse.
Intanto Luciana, dopo essere stata abbandonata da Gianni, avuto poi un breve flirt anche con Nicola, tenta il suicidio, venendo soccorsa in extremis da Antonio. Luciana però lo respinge nuovamente, rompendo i legami con i tre amici. Una sera, a bordo di un'autoambulanza, Antonio viene chiamato a intervenire a piazza di Trevi proprio mentre Federico Fellini si accinge a girare la famosa scena della fontana con Marcello Mastroianni ne La dolce vita (nella scena il regista e l'attore interpretano loro stessi). In questa occasione rivede Luciana, che è accompagnata da Rinaldo, un "capogruppo" che le dà lavoro nel giro cinematografico; quando i due vengono a contatto ne nasce una rissa, e Antonio si ritrova con il naso rotto nella stessa ambulanza con cui era arrivato.
Gianni intanto ha scalato la sua posizione sociale, ed è diventato capofamiglia indiscusso, anche a spese dell'ingombrante suocero. Distaccato rispetto ai figli e alla moglie, che non ama, cerca di raffinare la consorte; Elide tenta di diventare una persona colta ed elegante per compiacere il marito, che però resta indifferente e insofferente nei suoi confronti, anche quando quest'ultima gli racconta di avere avuto una storia extraconiugale. Lo stesso giorno Elide muore in un incidente stradale e, quando riappare brevemente al marito sotto forma di visione, questi cerca di mostrarsi indifferente, ma lei gli rinfaccia che con la sua morte non è più rimasto nessuno che tenga davvero a lui. Nel frattempo Antonio si è fidanzato con una donna, che lascia quando incontra di nuovo casualmente Luciana, che nel frattempo ha avuto un figlio e lavora come maschera in un cinema. L'uomo mostra di amarla ancora, e i due tornano insieme.
Un giorno del 1974 Antonio rincontra casualmente Gianni, che scambia per un posteggiatore abusivo, dato che questi stava cercando di districare l'ingorgo di un parcheggio ove vi era anche la sua auto, e gli propone una rimpatriata con Nicola. Sebbene Gianni annuisca, in realtà non vorrebbe andare, ma un confronto col suocero solo e paraplegico, più tardi, gli fa cambiare idea. I tre amici si ritrovano quindi a cena nella stessa trattoria di tanti anni prima ("Dal re della mezza porzione") e tracciano il bilancio della propria vita. Discutendo di politica, Antonio e Nicola finiscono per litigare fino a venire alle mani. Gianni tenta di assumersi la colpa morale di tutto, rivelando chi in realtà sia e in che agiatezza (e bassi principi morali) ormai viva, ma non viene ascoltato. Nella colluttazione perde la patente, che Antonio per sbaglio consegna a Nicola. La pace non tarda a tornare tra i tre vecchi amici: Antonio (che si è riservato per loro una sorpresa) decide di accompagnarli a un presidio notturno davanti a una scuola dove li fa incontrare con Luciana che, nel frattempo diventata sua moglie, sta in coda per iscrivere i loro due figli.
Gianni, sorpreso e nostalgico, ha una breve conversazione con la donna, in cui le dichiara il suo amore per lei, che dice mai scomparso in tutti quegli anni, sentendosi rispondere da Luciana che lei invece non ha più pensato a lui dopo la loro rottura. Amareggiato e solo più che mai, Gianni senza dire nulla si allontana dal presidio e sparisce nella notte; Antonio e Nicola si rendono conto della sua assenza solo quando quest’ultimo guarda la patente e scopre che non è la sua, ma è di Gianni. I due amici, con Luciana, gliela riporteranno il giorno dopo all'indirizzo scritto sul documento stesso, e scoprono, non visti, Gianni mentre sta per tuffarsi nella piscina della sua lussuosa villa: vengono così a sapere della sua grande agiatezza, che non aveva avuto il coraggio di rivelare ai due amici, e decidono così di andarsene senza avvisarlo, lasciando la patente sul muretto di confine. Nicola e Antonio poi si allontanano, discutendo se "boh", il commento che era sorto loro spontaneo, sia una conclusione o una conclusione aperta.

## Produzione
Il titolo del film – che inizialmente doveva essere Voglio uccidere De Sica poi Avventura italiana – è una strofa della canzone Come pioveva!, scritta nel 1918 dal cantautore napoletano Armando Gill, poi riproposta da altri (fra i quali Vittorio De Sica a inizio carriera) e rimasta nel repertorio della musica leggera italiana.
Da un'altra frase della stessa canzone presero il titolo due film dello stesso periodo di questo: Una sera c'incontrammo e I soliti ignoti colpiscono ancora - E una banca rapinammo per fatal combinazion (essendo la frase completa « C'eravamo tanto amati, per un anno forse più/C'eravamo poi lasciati, non ricordo come fu/Ma una sera c'incontrammo, per fatal combinazion/perché insieme riparammo dalla pioggia in un porton »).

### Cast

Sandrelli, Gassman e Manfredi

Per i ruoli principali Scola sceglie attori con i quali aveva già proficuamente lavorato – Gassman, Manfredi, ma anche Ralli – e che continuerà poi a coinvolgere nelle pellicole successive; e per la prima volta chiama Sandrelli, che poi riavrà in altre quattro pellicole.
Una peculiarità del film, abbastanza inconsueta fino ad allora nel cinema italiano, è che spesso i personaggi si rivolgono direttamente al pubblico, con la voce fuori campo (come nella primissima scena), ma anche con lo sguardo verso la macchina da presa, rompendo la convenzione cinematografica di non fissare l'obiettivo della camera, che è come fissare negli occhi lo spettatore e infrangere la finzione scenica.

Aldo Fabrizi interpreta il ruolo di Romolo Catenacci, un ricco palazzinaro

Altra caratteristica è la presenza di qualche personaggio reale chiamato a interpretare sé stesso, come Mike Bongiorno quando Nicola partecipa a Lascia o raddoppia? o Fellini e Mastroianni nella ricostruita scena di La dolce vita dentro la Fontana di Trevi; non mancano inoltre estratti di cinegiornali, a documentare alcuni passaggi storici come le elezioni politiche del 18 aprile 1948 e altri avvenimenti politici di quegli anni.
Vi sono infine alcune immagini di un vero incontro pubblico di Vittorio De Sica, ultima sua uscita prima della scomparsa, avvenuta il 13 novembre 1974, durante il missaggio di C'eravamo tanto amati, che comunque De Sica aveva fatto in tempo a vedere: Scola decide così che il film, in uscita il mese seguente, venga dedicato all'amico scomparso con una scritta finale.

### Riprese
Le riprese sono iniziate il 4 marzo 1974 a Roma, città dove state girate quasi tutte le scene: gli interni negli studi Incir-De Paolis, gli esterni in vari luoghi del centro e della periferia (le piazze Caprera, della Consolazione, del Popolo, di Spagna, la vera trattoria “Il re della mezza porzione”, il lungotevere, l'Aventino, la Garbatella, eccetera). La villa di Gianni, dove la storia inizia e finisce, si trova all'Olgiata, complesso residenziale a nord della Capitale, che negli anni seguenti sarà set di decine di film di vario genere, come Di che segno sei? di Sergio Corbucci del 1975 e La vergine, il toro e il capricorno, e di alcune serie televisive. La parte del film ambientata nel passato è girata in bianco e nero; la parte della contemporaneità è invece a colori.

## Colonna sonora
Scola affida il commento musicale ad Armando Trovajoli, con cui collaborava fin dall'esordio registico e che poi gli scriverà la colonna sonora di quasi tutti i film successivi. Secondo Giovanni Grazzini, insieme alla fotografia di Cirillo «le musiche di Trovajoli fasciano di grazia il film».
Per il tema portante Paola Scola, figlia del regista, scrisse un testo a tema resistenziale che si sente cantare in sottofondo due volte: nelle scene iniziali, mentre scorrono vere immagini della Liberazione, in bianco e nero; e nella veglia davanti alla scuola, dove Antonio e Nicola si uniscono a due ragazzini con la chitarra. Il brano è registrato alla SIAE come Io ero Sandokan (titolo che riprende una strofa del testo), ma non risulta che gli autori l'abbiano mai inciso a parte: eppure ha sviluppato una vita propria, e ancora decenni dopo l'uscita del film gode di una certa notorietà, eseguito da vari gruppi, spesso chiamato E io ero Sandokan.
Per tale motivo, pur essendo appunto una canzone inventata nel 1974 in occasione di questa pellicola, viene talvolta scambiata per un vero canto della Resistenza.

## Distribuzione
Il film uscì fra il 21 e il 24 dicembre 1974 nelle “capozona”, poi in tutta Italia, annunciato su certi flani come « un avvenimento senza precedenti in contemporanea con 110 città » e reclamizzato con lo slogan « A vedere questo film saranno molti... A vederlo due volte...tutti!!! » 
Nel giugno 1996 la videocassetta del film è stata abbinata al quotidiano L'Unità; nel 2016 analoga iniziativa editoriale, ma con la versione restaurata e in formato DVD, fu presa dal gruppo L'Espresso-Repubblica.

### Restauro
Nel 2001 l'Associazione Philip Morris Progetto Cinema, in collaborazione con i produttori, la Scuola nazionale di cinema e la Cineteca Nazionale, ha curato il restauro della pellicola, eseguito nei laboratori di Cinecittà sotto la direzione di Giuseppe Rotunno.

## Accoglienza

### Incassi
Il film si posizionò al 12º posto nella classifica generale della stagione 1974-75, con un incasso di 3.584.378.000 lire (equivalenti a oltre 22,5 milioni di euro del 2025).
In particolare, la graduatoria delle “prime visioni” nelle 16 città capozona lo vide al secondo posto con 1.775.398.000 lire, dietro solo a L'esorcista.

### Critica
Roy Menarini ha scritto: «Il film possiede un'amarezza di fondo e una forza evocativa ancora oggi di grande effetto. È come se la commedia all'italiana, al canto del cigno, si piegasse a riguardare trent'anni di storia attraverso i suoi disillusi rappresentanti».
Pier Marco De Santi e Rossano Vittori nel libro I film di Ettore Scola: «Questo film dolce amaro, più sentimentale che intellettuale, (...) questa pellicola sull'amore e sull'amicizia, sulla decadenza dell'amore e dell'amicizia... ciascuno dei tre protagonisti è un po' Scola e un po' tutti noi: infatti, essi rappresentano tre aspetti di un personaggio unico, quello di un italiano con le sue contraddizioni interne, le stesse che oggi ci perseguitano».
Lo storico e critico cinematografico Gian Piero Brunetta: «Scola riannoda il senso della storia collettiva, ridefinendo le tappe del viaggio dei suoi personaggi attraverso momenti obbligati per la storia degli italiani. Speranze, utopie, fame, benessere, battaglie culturali vissute con grande partecipazione e perdute regolarmente, rinunce, grandi e piccole passioni, vigliaccherie, compromessi, ma anche piccole riserve di capacità di pensare ancora ai mondi possibili, costituiscono il bilancio che l'autore traccia, facendo pesare la propria presenza, il proprio coinvolgimento, firmando il suo primo patto autobiografico con la storia di una generazione».
Il critico teatrale e cinematografico Aldo Viganò: «Dopo C'eravamo tanto amati per il cinema e per la società italiana si apre solo il tempo della confusione, della rabbia, del rimorso. E contemporaneamente, nasce la spiacevole sensazione di sentirsi sospesi nel vuoto: politico, estetico, culturale».

## Riconoscimenti
- 1975 – Nastro d'argento
  - Migliore attore non protagonista a Aldo Fabrizi
  - Migliore attrice non protagonista a Giovanna Ralli
  - Migliore sceneggiatura a Age & Scarpelli ed Ettore Scola
  - Candidatura per regista del miglior film a Ettore Scola
  - Candidatura per migliore attore protagonista a Stefano Satta Flores
- 1974 – Globo d'oro
  - Migliore attore a Vittorio Gassman
  - Migliore attore rivelazione a Stefano Satta Flores
- 1975 – Grolla d'oro
  - Miglior regista a Ettore Scola
  - Miglior attrice a Stefania Sandrelli
- 1975 – Festival cinematografico internazionale di Mosca
  - Gran Premio a Ettore Scola
- 1977 – Premio César
  - Miglior film straniero (Italia)

## Citazioni e omaggi
Inizialmente nel progetto degli sceneggiatori doveva esserci un solo protagonista, un professore di provincia entusiasta di Ladri di biciclette, che abbandonava lavoro e famiglia per andare a Roma con l'obiettivo di conoscere Vittorio De Sica. Il debito del film nei confronti del Neorealismo e in particolare di De Sica è consistente. Oltre alla dedica finale al regista, sono presenti al suo indirizzo numerose citazioni e omaggi. Il film amato e recensito da Nicola nel suo cineforum è Ladri di biciclette; e proprio di De Sica Nicola è un appassionato ammiratore. Inoltre, in una delle sequenze finali, si vede sempre Nicola partecipare a un incontro pubblico con Vittorio De Sica, nel quale questi rivela il trucco (vero) che ha utilizzato durante le riprese di Ladri di biciclette per far piangere il piccolo protagonista durante la scena dell'arresto del padre, e che era stato l'oggetto della domanda contestata dallo stesso Nicola durante la sua partecipazione a Lascia o raddoppia?.
Tra gli omaggi espliciti ai protagonisti del cinema italiano, oltre a quello a Vittorio De Sica e al suo Ladri di biciclette, vi è quello a Federico Fellini e al suo attore preferito, Marcello Mastroianni, con la ricostruzione della famosa scena de La dolce vita nella Fontana di Trevi. Inoltre è omaggiato Michelangelo Antonioni, le cui scene di incomunicabilità si manifestano nella relazione tra Gianni e l'insoddisfatta Elide.
Il regista riprende certe tecniche della nouvelle vague e del cinema d'autore degli anni sessanta: l'alternarsi fra bianco e nero e colore, la narrazione non lineare (il film inizia e si conclude con la stessa scena), la rottura della quarta parete, con i personaggi che interrompono l'azione per rivolgersi al pubblico, le sequenze oniriche, dove Gianni parla col fantasma della moglie o immagina la sua morte in battaglia. Questi sperimentalismi sono comunque trattati in modo ironico e non alterano l'impianto sostanzialmente realista del film.
Il personaggio di Luciana riprende quello di Adriana Astarelli, sempre interpretato da Stefania Sandrelli, nel film Io la conoscevo bene di Antonio Pietrangeli. Entrambe sono ragazze di provincia in cerca di successo nell'ambiente cinematografico capitolino, ma che alla fine ripiegheranno su un lavoro da maschera all'interno di un cinema.